# Alla larga dal mare
Alla larga dal mare (Don't Go Near the Water) è un film del 1957 diretto da Charles Walters.

## Trama
Durante la seconda guerra mondiale, nella base navale di Tulura, isola dell'oceano Pacifico, c'è un ufficio del servizio propaganda della marina militare americana. Gli uomini del reparto hanno il compito di fornire relazioni e notizie sulla guerra in corso, ma hanno la totale proibizione di lasciare l'isola. Costretti in quella splendida cornice, i militari intrecciano complesse relazioni sentimentali. Il tenente Siegel si è innamorato di Melora Alba, un'indigena, mentre il tenente Pendleton cerca in ogni modo di conquistare un tenente del corpo ausiliare Alicia Tomlen. Il giovane ufficiale porta l'amata in giro per l'isola e, nelle loro passeggiate, si fa scortare dal marinaio Adam Garrett. Quando tra Alicia e Adam scocca la scintilla, nasce un problema perché una relazione tra un marinaio ed un ufficiale non è ben vista. Adam viene trasferito immediatamente su una nave da guerra e lascia Tulura. Nel frattempo, mentre Siegel chiede il trasferimento ai suoi superiori, Melora gli comunica che non lascerà mai la sua isola. La guerra è al termine e il reparto sta per tornare a casa, ma Siegel rimarrà con la donna che ama.